# Alruni

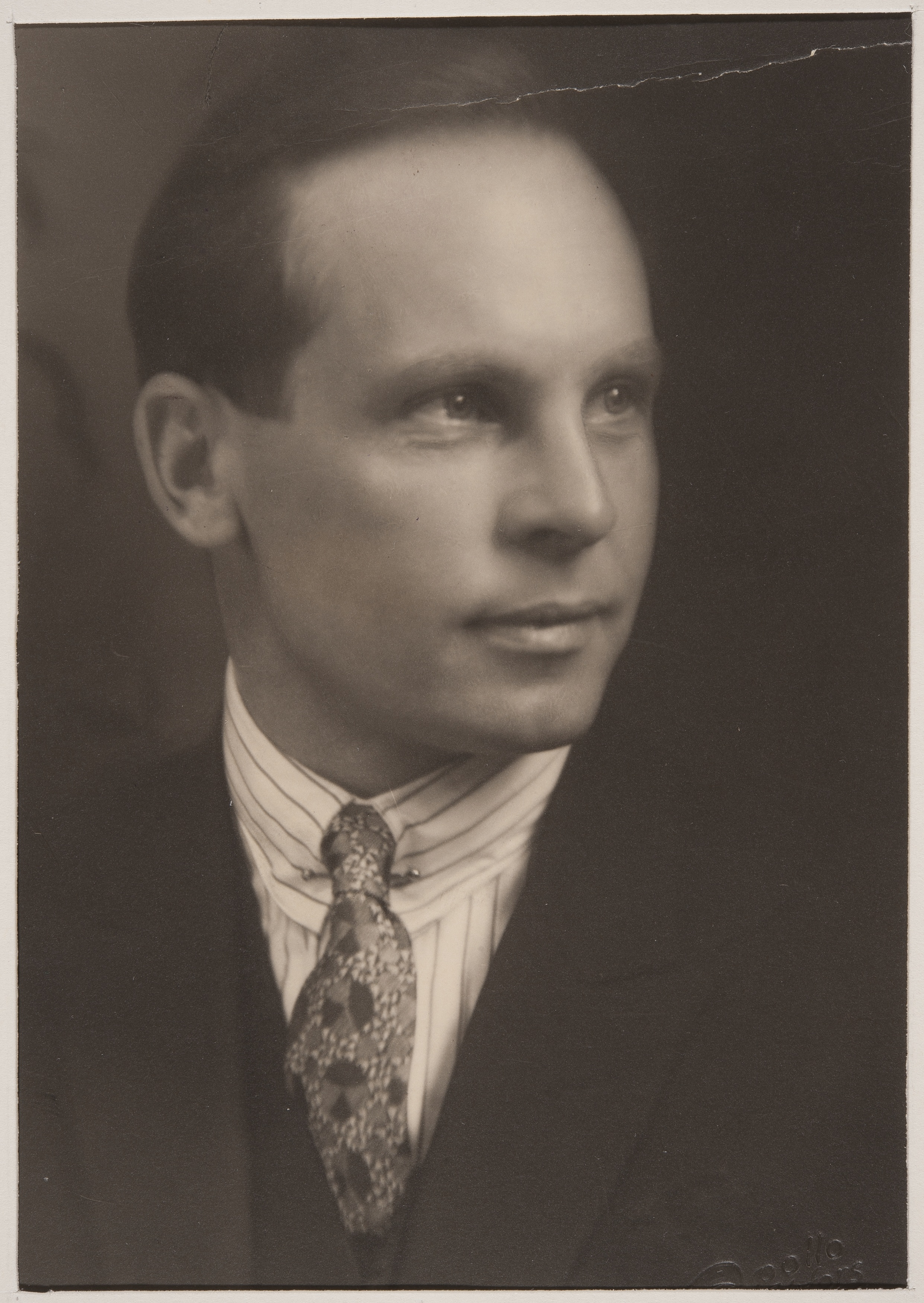
Eric Alruni Wilkman

Alruni är ett svenskt mansnamn. 2016 fanns det fyra män i Sverige med namnet Alruni.

## Kända personer med namnet Alruni
- Eric Alruni Wilkman, finländsk sångare och skådespelare